# Пандурі

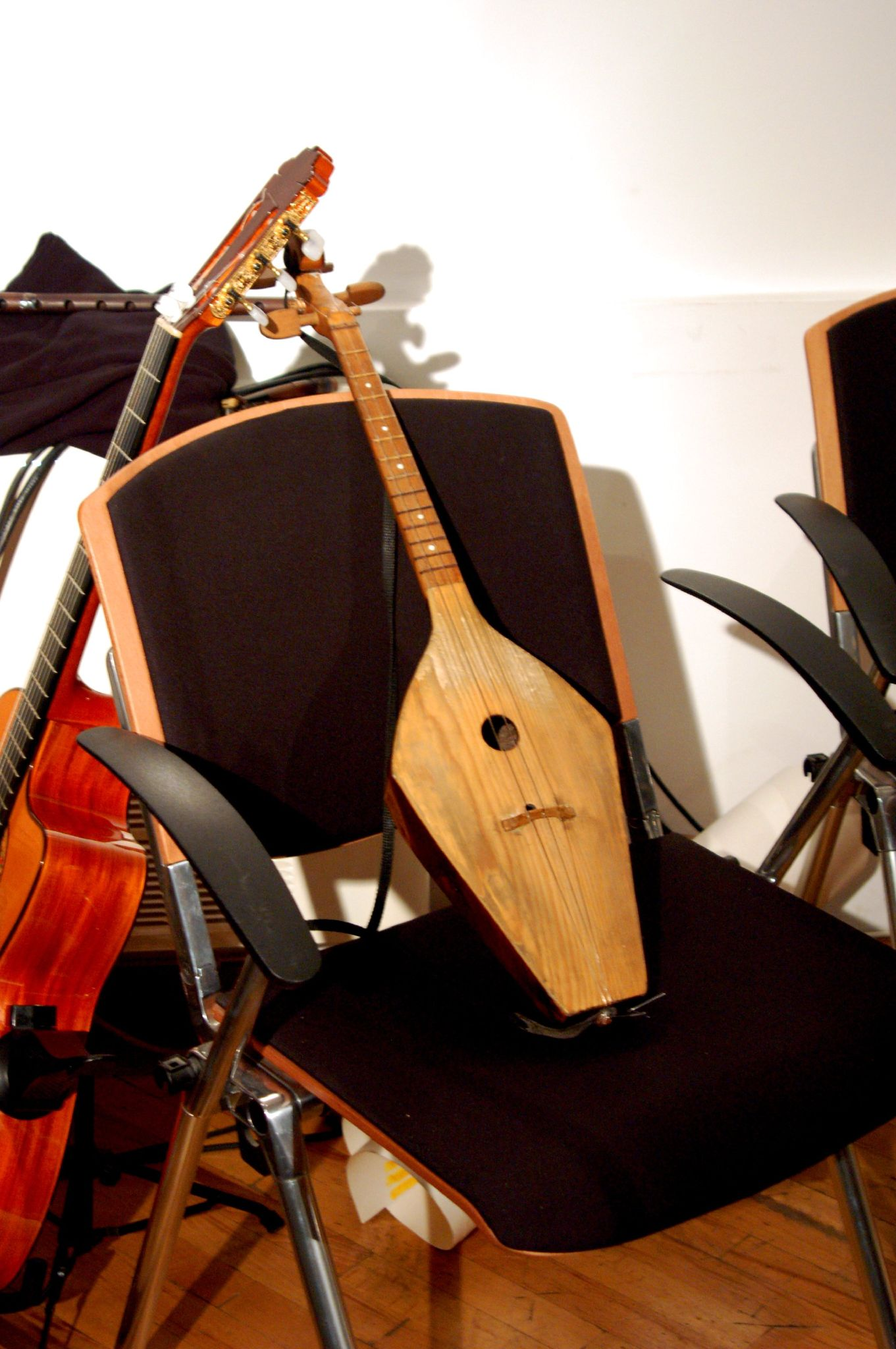
Пандурі

Панду́рі — грузинський народний музичний щипковий інструмент. Різновиди пандурі: прима, альт, тенор. Застосовують для супроводу жіночого сольного та хорового співу, інколи — танців, а також в оркестрі народних інструментів..

## Історія
Історія пандурі бере свій початок в Центральній та Східній частинах Грузії — Кахетії і Картлі. Традиційно у пандурі було 3 або 7 ладів. В 1934 році грузинський майстер Кирил Вашакідзе розробив модернізовану модель пандурі: додав півтони, завдяки чому з'явилися пандурі прима й пандурі тенор з 12 ладами.
Музичні інструменти на кшталт пандурі є і в інших народів: у вірмен — пандір, у персів — танбурі, у чеченців та інгушів — пондар, осетинів — фандар і т. д. Щипковий музичний інструмент пандура був ще у давніх греків.

## Конструкція та дизайн

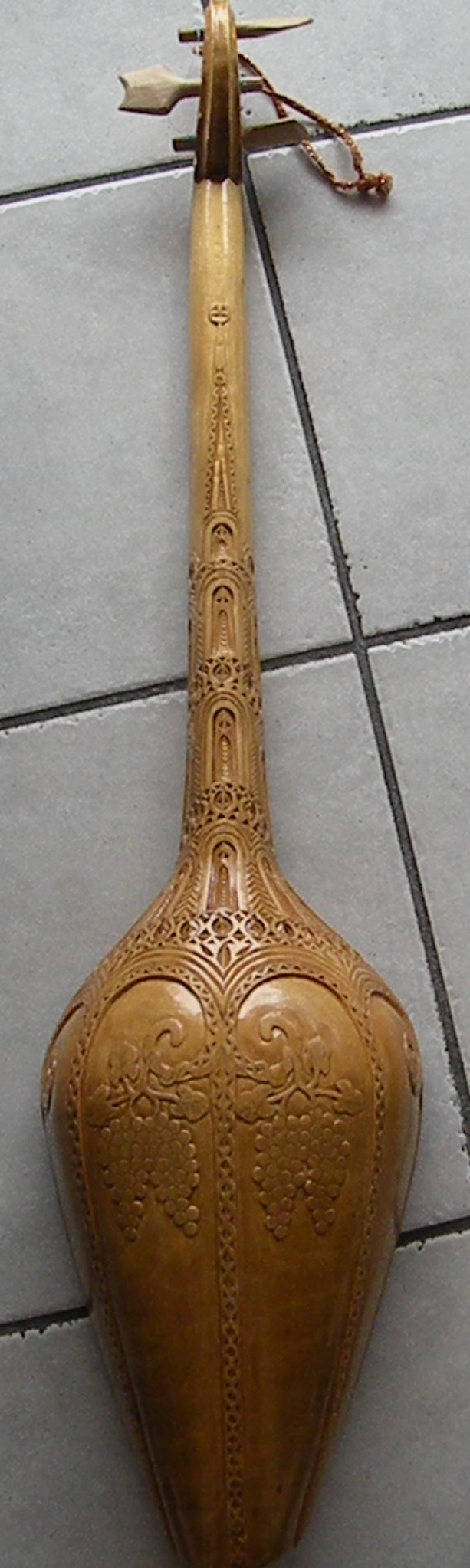
Задня частина корпусу пандурі

Корпус, шийка та голівка інструменту традиційно виготовляються з цільної деревини. Дека має декілька невеликих резонансних отворів, зазвичай розташованих у формі кола або зірки. Струни — жильні. Настроювання переважно секундо-терцієве. Діапазон пандурі — у межах двох октав..
Форма корпусу різниться в залежності від району Грузії: може бути лопатоподібна, грушеподібна тощо.
Звук видобувають щипком, ударом одним або кількома пальцями правої руки.

## Сучасні музиканти і пандурі

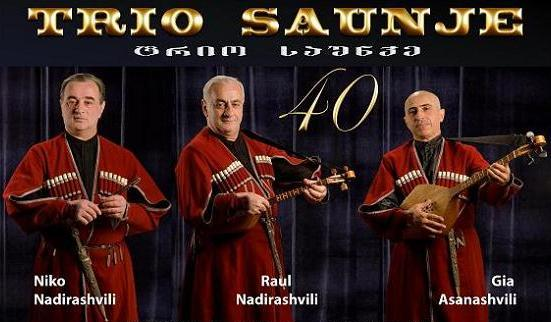
Тріо «Saunje»

На пандурі акомпанують сольному співу, речитації віршів, хору (в цьому випадку найчастіше виступає ансамбль пандуристів), іноді — танцям. В оркестрі грузинських народних інструментів використовується модернізована конструкція пандурі К. А. Вашакідзе.
Відомими виконавцями на пандурі є учасники грузинського тріо «Saunje» (укр. «Скарб»): Рауль Надірашвілі (пандурі прима) та Гія Асанашвілі (пандурі тенор), а також музиканти Гія Субеліані, Міша Цітелашвілі, Іраклій Акхалая та ін.

## Цитати
|                      | Раніше в Грузії було складно уявити собі родину без пандурі. Якщо в когось не було інструмента, то йому його дарували або купували. Це вважалося найкращим і пам'ятним подарунком. У всіх куточках Грузії в один голос зазначають, що пандурі рідко робили для продажу. Пандурі дарували, а не продавали. |
| — Леван Бреґвадзе, . | |